# Державний архів Херсонської області
Державний архів Херсонської області — архівна установа України, структурний підрозділ Херсонської обласної державної адміністрації, одночасно підзвітний і підконтрольний голові обласної державної адміністрації і Державній архівній службі України; скарбниця документальних надбань Херсонщини та півдня України. Розташований у місті Херсоні в будівлі по вулиці Ярослава Мудрого, № 3. Керівник — Ірина Володимирівна Лопушинська.

## Історія
Найдавніші архівні установи на території Херсонщини належать до першої половини XVIII століття, коли з початком інтенсивного заселення Півдня України і будівництвом Херсона у 1778 році у ньому виникли перші державні установи, а відтак і відомчі архіви. Найбільш активне документоутворення почалось з 1803 року, коли Херсон став центром губернії. У 1898 році в Херсоні була створена губернська вчена архівна комісія. Їх головою став губернський предводитель дворянства, активний громадський діяч і меценат Георгій Львович Скадовський, а секретарем відомий археолог, історик-краєзнавець Віктор Іванович Гошкевич. Комісія займалась виявленням місць зберігання документів, обліком фондоутворювачів і відбором на зберігання документів в установах.
Згідно з розпорядженням Херсонського повітового виконкому 2 квітня 1921 року була створена Херсонська особлива архівна комісія, до складу якої входили представники видавництва, музею, відділу народної освіти і робітничо-селянської інспекції. Вона перебувала у підпорядкуванні Миколаївської губернської архівної комісії і здійснювала виявлення і облік документів установ до 1917 року. У 1922 році керівництво архівною справою перейшло до Одеського губернського архівного управління. В листопаді 1925 року відповідно до постанови Херсонського окрвиконкому було створено окружне архівне управління, що почало діяльність з жовтня 1926 року. Його робота в перші роки існування спрямовувалась на концентрацію архівних документів до 1917 року і матеріалів ліквідованих радянських установ. 1 жовтня 1930 року у зв'язку з введенням нового адміністративно-територіального поділу і ліквідацією округів, окружна архівна управа реорганізувалась у місцеву. 26 лютого 1932 року Херсонське місцеве архівне управління було реорганізоване в Херсонський державний історичний архів, який з 5 березня 1938 року перейшов у підпорядкування до Миколаївського обласного архівного управління Народного комісаріату внутрішніх справ Української СРР.
На початок німецько-радянської війни перед загрозою окупації 302 фонди — 11 842 одиниць зберігання було евакуйовано, спалено 5 877 одиниць зберігання, 75 фондів, а також більшість документів відомчих архівів. Під час нацистської окупації повністю знищено 30 718 одиниць зберігання, усю періодичну літературу, 436 томів окремих видань. З поверненням радянської влади і утворенням Херсонської області, у березні 1944 року Херсонську філію Миколаївського обласного державного архіву було перейменовано на Державний архів Херсонської області.

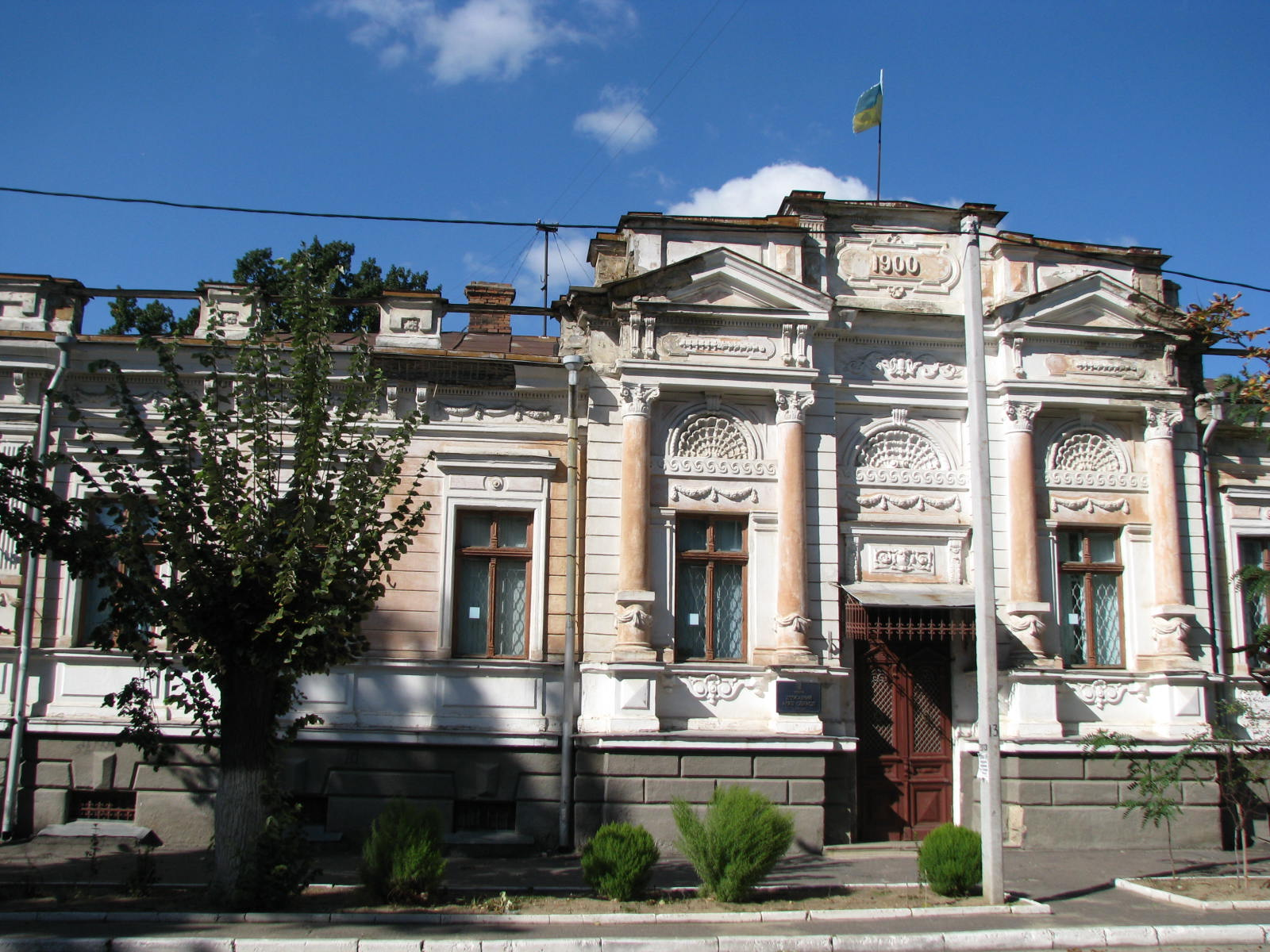
Будівля архіву на вул. Петренка, № 6.

Поліпшенню умов зберігання документів сприяло отримання у 1954 році Держархівом області нового приміщення (вулиця Петренка, № 6), у якому були сконцентровані фонди, що раніше перебували у трьох непристосованих архівосховищах. У 1957 році, з виходом друком першої збірки документів і матеріалів «З історії соціалістичної перебудови сільського господарства на Херсонщині» (перший випуск), почалась наукововидавнича робота архіву. Фотодокументами архів став комплектуватися з 1958 року, кінодокументами — з 1959 року. 4 жовтня 1958 року перейменований на Херсонський обласний державний архів. Упродовж 1966—1970 років було побудовано два архівосховища облдержархіву площею 195 м² на 200 000 одиниць зберігання. У квітні 1970 року, згідно з постановою Херсонського облвиконкому та президії Херсонської обласної ради профспілок, обласному державному архіву було присвоєно звання «Установа високої культури». 7 серпня 1980 року перейменований знову на Державний архів Херсонської області.
Згідно з розпорядженням голови обласної ради народних депутатів від 28 серпня 1991 року № 20 державному архіву області були передаю архівні фонди, будівля, майно і штати колишнього партійного архіву Херсонського обкому Компартії України.

## Фонди
В архіві зберігається 2 988 фондів, 812 974 справ за 1721—2019 роки; 87 одиниць зберігання науково-технічної документації за 1969—1992 роки; 831 одиниць зберігання кінодокументів за 1966—1992 роки; 30 907 одиниць зберігання фотодокументів за 1905—2016 роки; 523 одиниці зберігання фонодокументів за 1966—2012 роки; 217 одиниць зберігання відеодокументів за 1989—2014 роки.

### 1721—1917 роки
Основу фондів архіву складають документи відомчих архівів колишньої Херсонської губернії: канцелярії Херсонського губернатора, Херсонського губернського правління, Херсонської (Новоросійської) губернії, Херсонської губернської палати державного майна, Херсонської казенної палати, портових митниць, колекції економіко-географічних карт та інші, в яких відбито історію заселення південноукраїнських земель, межування земель під міста та інші населені пункти, економічний та культурний розвиток краю.
Найдавніші документи зберігаються в об'єднаному архівному фонді Церков Херсонського повіту Херсонської губернії. Це рукописна книга Воскресенської церкви міста Берислава, яка містить копії царських указів, святішого Синоду, архієпископа Київського, Галицького та Малої Росії за 1721—1734 роки.
У фонді Канцелярії херсонського губернатора є доповіді, рапорти губернатора Григорія Рахманова імператору Олександру І, лист (автограф) головнокомандувача російською армією Михайла Барклая де Толлі до губернатора, розпорядження херсонського віце-губернатора Івана Калагеоргія, рапорти та листування з провіантським департаментом, поміщиками, херсонськими та одеськими купцями, шкіперами про заготівлю і транспортування хліба та фуражу під час війни 1812 року.
У фонді Херсонського губернського правління є укази правління, рапорти поліцмейстерів та листування з ними про організацію комісії по задоволенню претензій вірменських переселенців до влади (1808—1810), про впорядкування землі євреїв-переселенців (1850—1851).
У складі фонду Херсонської (Новоросійської) губернської креслярні є: укази Сенату, Новоросійської губернської канцелярії, ордери, видані повітовим землемірам, про відведення земель царським сановникам Безбородьку, Кочубею, Трубецькому, Багратіону, Ганнібалу, про межування земель офіцерам, поміщикам, іноземним колоністам, колишнім запорожцям (1756—1886); копії указів Катерини ІІ про заселення Катеринославської губернії, Новоросійського та Херсонського губернського правлінь, про межування земель Кримського півострова (1798—1804), заснування міст Григоріополя (1792), Балти (1797—1798), фортеці Єлисаветград (1752); рапорт межувальника про відведення земельних дач місту Херсону (1780), перша межова книга Херсона та Херсонського повіту Новоросійської губернії (1782). Серед документів цього фонду є унікальне креслення Херсона, складене у 1796 році. Документи фонду містять відомості про заснування сіл Херсонської губернії (1777—1800), будівництво пам'ятника англійському філантропу Джону Говарду в Херсоні (1822—1828), зберігся лист (автограф) генерал-губернатора Новоросійського краю герцога де Рішельє до херсонського губернатора (1815).
У фонді Херсонського губернського дворянського депутатського зібрання є грамота Олександра І дворянству Херсонської губернії з подякою за організацію земського війська під час воєнної кампанії 1810 року, герби, свідоцтва і грамоти дворян, зокрема герб роду Воєводських, виконаний кольоровими фарбами на пергаменті (1802).
У фонді Херсонської губернської земської управи є листування українського історика Дмитра Яворницького із земським і громадським діячем Олександром Русовим (1886), звіт про з'їзд народних учителів земських училищ Одеського повіту (1902).
Фінансові установи репрезентовані фондом Херсонської казенної палати, заснованої в 1803 році. У ньому відклалися укази Сенату, постанови Херсонського губернського правління, накази про проведення перепису населення, ревізії державного майна в губернії, ревізькі реєстри державних, монастирських селян, кріпаків, ремісників, купців, колоністів, міщан, відомості про економічний стан державних селян (1837), реєстри Х-го всеросійського перепису населення в Херсонській губернії (1857—1858).
У фонді Управління Херсонського торгового порту є документи про розвиток порту, про влаштування затону для річкових суден, про виконання робіт зі збільшення пропускної
здатності порту, про землечерпальні роботи. Є також документи, що характеризують розвиток торгівлі із зарубіжними країнами через Херсонський, Скадовський і Хорлівський порти.
Фонди Херсонського і Таврійського лісовпорядних комітетів містять відомості про лісонасадження та розведення винограду в Херсонській і Таврійській губерніях, про заходи щодо зміцнення сипучих пісків, розміри посівних площ, урожайність зернових культур.
У фонді Херсонського відділення Державного банку зберігаються протоколи засідань облікового комітету про затвердження статутів та відкриття кредитних товариств, циркуляри правління банку про видачу короткострокових позик, ліквідацію торговельних підприємств, що належали підданим Німеччини та Австро-Угорщини (1914—1915), огляд діяльності кредитних товариств Дніпровського і Мелітопольського повітів, автограф землевласника, засновника заповідника «Асканія-Нова» Фрідріха Фальц-Фейна (1909).
Серед фондів церковних установ та релігійного культу виділяється фонд Херсонського духовного правління. У його складі є укази Херсонської духовної консисторії про молебні на честь перемоги над Туреччиною (1791), Наполеоном (1812), заснування Катеринославського намісництва (1784), духовних консисторій та відкриття духовних правлінь у Сімферополі, Маріуполі та Олександрівську (1809); зберігаються протоколи засідань духовного правління, метричні книги, сповідальні розписи, шлюбні свідоцтва, формулярні списки, відомості про кількість церков і молитовних будинків у Херсонському повіті (1784—1920).

### Після 1917 року
Найбільший масив документів держархіву області складають документи новітнього періоду. Серед документів періоду Української революції (1917—1920) заслуговує на увагу фонд Херсонського губернського виконавчого комітету Рад робітничих, селянських та солдатських депутатів, що містить протоколи засідань селянського крайового з'їзду в Херсоні з відомостями про підтримку автономії України (квітень 1917), документи губернського з'їзду Рад робітничих та солдатських депутатів про визнання Херсонської губернії невід'ємною частиною Української Народної Республіки (листопад—грудень 1917). У фонді Тягинського сільського виконавчого комітету є наказ херсонського губерніального комісара про негайне виконання Закону Директорії Української Народної Республіки про введення державної грошової одиниці — гривні (1919).
У фонді Херсонського кооперативного товариства «Українська книгарня», крім документів про його діяльність, містяться документи місцевих українських організацій: статут Спілки українських національних організацій, Херсонського району, звернення Херсонського товариства «Просвіта», документи ради товариства «Українська Хата» (1918).
Фонди повітових, волосних, міських, сільських ревкомів, виконкомів, рад робітничих, селянських і червоноармійських депутатів відображають становлення радянської влади на Херсонщині.
Постанови, накази, протоколи надзвичайних органів влади висвітлюють боротьбу українського народу з австро-німецькими окупантами, військами Денікіна і Врангеля, повстанських загонів Махна, Тютюнника, Ангела, організацію сільськогосподарських комун і артілей, передачу їм конфіскованої землі і реманенту, боротьбу з селянським рухом, вилучення церковних цінностей, хід виконання продрозкладки.
У фонді Дніпровського повітового революційного комітету є документи, підписані Миколою Кулішем, українським письменником, який був у 1918 році головою Олешківської міської ради.
Фонди комітетів незаможних селян розкривають проведення примусової колективізації та ї наслідки, ліквідацію селян-власників.
Відомості про голод на Херсонщині 1921–1922, 1932–1933, 1946–1947 років містяться у документах фондів повітових, районних комітетів КП(б) України, окружної, повітових, міських, волосних комітетів, комісій допомоги голодуючим, по боротьбі з наслідками голоду. Збереглися свідчення про діяльність на Херсонщині благодійних організацій: місії доктора Нансена, Американської адміністрації допомоги, Джойнта і Агро-джойнта з надання допомоги голодуючим.
У фондах бавовняного сектора Всеукраїнської спілки сільськогосподарських колективів «Укрколгоспцентр», Українського союзного об'єднання «Укрбавовноком», управління уповноваженого «Союзсовхозхлопка» в Україні, Українського науково-дослідного інституту бавовництва, Всеукраїнської республіканської насіннєвої бавовняної станції, Херсонського міжобласного тресту по заготівлі і переробці бавовни «Заготбавовнотрест», радгоспів Новомаячківського, Голопристанського, Скадовського, Новотроїцького районів (1930—1956) знаходяться документи про Херсонщину як керівний центр розвитку бавовництва в Україні та Молдавії, прохід посіву, врожайність і контрактацію бавовни, агрообслуговування бавовнорадгоспів, будівництво і роботу бавовнозаводів, лабораторій та елітно-насіннєвих господарств.
У документах фондів промислових підприємств (заводу сільськогосподарського машинобудування імені Григорія Петровського, суднобудівного і судноремонтного заводу імені Комінтерну, суднобудівної і судноремонтної верфі імені Куйбишева, консервного комбінату і консервного заводу імені 8 Березня, рибного комбінату, швейної фабрики «Більшовичка») є відомості про виконання планів перших п'ятирічок, розвиток промисловості на Херсонщині, реконструкцію промислових підприємств, випуск нових видів продукції.
Із створенням у березні 1944 року Херсонської області були організовані обласні органи влади, установи і організації. Багаті за змістом документи відклалися у фондах облвиконкому, міськрайвиконкомів та їхніх відділів.
У протоколах і стенограмах сесій та засідань виконкому Херсонської обласної Ради, постійно діючих комісій, постановах і розпорядженнях облвиконкому, стенограмах обласних нарад, доповідях, планах, звітах, листуванні висвітлені: адміністративно-територіальні зміни в області, відбудова народного господарства після відвоювання області у нацистів, виконання державних планів розвитку народного господарства області; будівництво Каховської гідроелектростанції (1951—1955), Херсонського бавовняного комбінату (1952—1962); випуск суден Херсонським суднобудівним заводом; діяльність Азово-Сиваського заповідника, реконструкція Херсона, будівництво Інгулецької і Краснознам'янської зрошувальних систем і освоєння зрошувальних земель, зміна структури посівних площ на зрошувальних ділянках для колгоспів; трудове, господарське і побутове влаштування переселенців із зони затоплення Каховського водосховища.
У документах фондів окружного, повітових статистичних бюро, обласного статистичного управління, районних інспектур та інформаційно-обчислювальних станцій держстатистики містяться відомості про стан і розвиток промисловості, сільського господарства, освіти, культури, охорони здоров'я, про землекористування, проведення Всеросійських і Всесоюзних міських переписів промислових підприємств, сільських господарств (1920—1922), населення (1922, 1959, 1970), кампанії з ліквідації неписьменності, хід колективізації та її наслідки.
У фондах Українського науково-дослідного інституту зрошувального землеробства, обласного виробничого управління меліорації і водного господарства, управління експлуатації Північнокримського каналу, будівництва зрошувальних систем в південних областях України «Укрводбуд» зберігаються звіти про будівництво каналів і зрошувальних систем, плани водопостачання каналів, водокористування по районах області, паспорти зрошувальних ділянок у господарствах області, відомості про роботу досліднопоказового господарства на зрошувальних землях радгоспу «Комсомольський» Скадовського району.
У фондах Всесоюзного тресту українських каракулівницьких радгоспів «Укррадгоспкаракуль» у Херсоні, Української дослідної станції каракулівництва зберігаються державна книга обліку земель, документи про розвиток тонкорунного вівчарства, звіти про проведення обласної, районної сільськогосподарських виставок, монографії про вирощування каракулевих ягнят.
Наукові, науково-дослідні та проєктно-конструкторські організації репрезентовані документами херсонських філій Республіканського проєктно-дослідного інституту «Укрколгоспроєкт», Українського державного проєктно-науково-дослідного інституту «Укрдіпроводгосп», Республіканського проєктного інституту по землевпорядкуванню «Укрземпроєкт», проєктно-конструкторського технологічного інституту, обласного відділу Республіканського проєктного інституту «Укржитлоремпроєкт», Херсонського відділення Українського науково-дослідного інституту рибного господарства, Української науково-дослідної станції по боротьбі з гірчаком, Південно-Українського наукового центру агрохімічного обслуговування сільського господарства, Азово-Сиваського державного заповідно-мисливського господарства.
За довоєнний період розсекречено фонди райвиконкомів, сільських рад, Херсонського комітету допомоги голодуючим. Це — розпорядчі документи, відомості, листування про розподіл насіннєвих позик, збирання податків, допомогу голодуючим, надходження і витрачання продовольства, медикаментів; списки їдалень, відкритих закордонними відділеннями Червоного Хреста; документи про чистку радянського апарату, розкуркулювання, списки осіб, позбавлених виборчих прав.
Із розсекречених фондів установ періоду нацистської окупації виділяється фонд Херсонського окружного комісара Херсона. В його складі обіжники імперського уряду про порядок оплати праці та забезпечення німецького населення промисловими і продовольчими товарами; накази, директиви, листування про мобілізацію матеріальних та людських ресурсів для потреб фронту, документи про боротьбу з партизанським рухом, вербування та вивіз до Німеччини населення, переселення «фольксдойче», облаштування біженців зі сходу, перейменування вулиць, оголошення окружного комісара про введення німецького управління, особові справи, анкети, списки працівників окружного, міського комісаріатів, районних управ, установ, організацій, підприємств, старост, вчителів, лікарів, списки громадян, вивезених до Німеччини. Серед документів общинних господарств, створених на базі радгоспів і колгоспів, є звернення головнокомандуючого німецькими військами до українців про надання допомоги німецькій армії в боротьбі з партизанами, розпорядження окружних комісарів про повернення присадибних ділянок, відібраних радянською владою, перетворення радгоспів і агрошкіл в державні господарства, мобілізацію населення на військові об'єкти, списки членів громад біженців, які добровільно та примусово виїхали до Німеччини, мобілізованих до німецької армії.
З повоєнного періоду розсекречено фонди обласної, районних і міських комісій по розслідуванню злочинів нацистських окупантів, які містять списки розстріляних чи вивезених до Німеччини колгоспників, працівників сільрад; списки розстріляних громадян, які працювали у період окупації на керівних посадах. У них є відомості про кількість голодуючих, численні акти про злодіяння, фотокартки місць масових розстрілів населення. Розсекречено також документи Херсонського облвиконкому про діяльність релігійних общин і культів, у тому числі і в період окупації.
1991 року на державне зберігання передано документи архіву Херсонського обкому Компартії України. Це фонди повітового, окружного, обласного, міських, районних комітетів КП(б) України, Компартії та ЛКСМУ, парткомів великих підприємств міста і області, контрольних комісій, політвідділів машино-тракторних станцій, первинних парторганізацій підприємств, установ, організацій. У постановах, розпорядженнях, рішеннях, стенограмах, протоколах, довідках відображено виконання рішень партійних, радянських органів, організацію партійно-політичної, ідеологічної, атеїстичної, пропагандистської роботи, виконання народногосподарських планів, розвитку промисловості, сільського господарства, освіти, культури, охорони здоров'я; протоколи районних, осередкових комісій містять відомості про чистку рядів ВКП(б) (1933).
У фондах обласних відділень музичного товариства, спілки письменників, журналістів, художників України відображено діяльність херсонської творчої інтелігенції. В них відклалися каталоги виставок, відгуки відвідувачів виставок, листування про експонування робіт херсонських художників у Народній Республіці Болгарії (Шумен), документи про проведення на Херсонщині «Днів радянської літератури» (1978), фестивалів самодіяльного мистецтва, роботу літературного об'єднання, прийом до Спілки письменників України, тексти конкурсних теле- і радіопередач, статей у газетах, огляди діяльності районних газет, списки хорових колективів.
Документи обласних громадських і політичних організацій знаходяться у стадії упорядкування, передусім обласних організацій товариства «Просвіта» імені Тараса Шевченка, «Меморіал», любителів книги, Ліберального молодіжного об'єднання, «Нова генерація», Народно-демократичної ліги молоді, Української республіканської партії, Соціалістичної партії України, Херсонського крайового Народного Руху України.

### Фонди особового походження
Окрему групу складають 47 фондів особового походження. Оригінали документів особового походження до 1917 року є:
- в колекції рукописів з історії Херсонського та Дніпровського повітів;
- фондах художника Георгія Курнакова, краєзнавця Ю. Паншина, інженера Георгія Наливайка, родинному фонді Кривошеїних;
- фонді Адрія Франжолі і його братів — організаторів народницького гуртка у Херсоні[9];
- фондах родин Фальц-Фейнів, Скадовських[5];

У колекції, зібраній С. Макаровим, зберігаються фотографії кінця ХІХ — початку ХХ століття херсонських фотографів Людвига Раппепорта, Григорія Можаровського, бериславського та скадовського фотографів Герасима Блохіна та З. Корчемного. Це індивідуальні та сімейні портретні знімки мешканців міст Херсона, Скадовська та Берислава.
В архіві зберігаються фонди особового походження: професорів: Сергія Лисогорова, В. Суркова, В. Ковальова, Марії Пентилюк, Миколи Давидова, Олени Казимирчак-Полонської, Євдокії Голобородько, Ярослава Голобородька, Юрія Бєляєва; народного вчителя СРСР Юлії Черненко; лікарів Л. Богуславського, А. Слуцькото, Марії Тітенко; журналістів Павла Цокоти, Івана Гайдая, Б. Дубовика, С. Косянчука; письменників Л. Куліша, Миколи Братана, П. Резнікова, Л. Ф. Кулика, Івана Плахтіна, Наума Фогеля, Івана Старикова, Анатолія Кичинського, А. Сич, В. Москаленка; поетів Анатолія Кичинського, Алевтини Дрозд, Марка Боянжу; краєзнавців Б. Вадона, Євгена Горностаєва, Августа Вірлича, К. Паншина, Ізраїля Ратнера, Михайла Ємельянова, Беатриси Зецер; фонди колишнього секретаря Херсонського обкому Компартії України Івана Мозгового та секретаря міському Компартії України Олександра Балабая — ветерана німецько-радянської війни, командира партизанського загону імені Чапаєва.

### Кіно-, фото-, фоно- та відеодокументи
Кінодокументи — телесюжети та репортажі
- про спуск на воду суден, збудованих херсонськими суднобудівниками, випуск нового комбайна «Херсонець-7», будівництво Каховської зрошувальної системи (1969), нафтопроводу Кременчук — Херсон (1971);
- про святкування 50-річчя Херсонського педагогічного інституту імені Надії Крупської (1967), відкриття міського Палацу піонерів і школярів, участь багаторазової чемпіонки світу і Олімпійських ігор Лариси Латиніної у святкуванні 50-річчя рідної школи, перше плавання судна «Піонер Херсонщини», проведення днів культури Чечено-Інгушської АРСР у Херсоні;
- діяльність Українського науково-дослідного інституту тваринництва імені Михайла Іванова в Асканії-Новій;
- про відкриття меморіалу слави і церемонію запалення Вічного вогню на могилі Невідомого солдата (1967), монумента «Легендарна тачанка» в степу під Каховкою (1967);
- про героїв німецько-радянської війни, Героїв Соціалістичної Праці, передовиків народного господарства;

Представлені телесюжети обласного телебачення «Вечірній Херсон», кінонарис про вітрильне судно «Товариш», що здійснило навколосвітню подорож.
Фотодокументи
- періоду до 1917 року представлені репродукціями, що відображають загальний вигляд Херсона, вулиць, окремих будинків, мостів, порту, пристані, доку Вадона, спуск на воду першого ескадреного міноносця, побудованого в Херсоні, герби Олешків (1844, 1893), фотознімками українських письменників, що проживали в Херсоні — Миколи Чернявського, Людмили Василевської; організатора земської статистики, етнографа, секретаря земської управи Олександра Русова, прогресивних діячів, земських санітарних лікарів Петра Кудрявцева, Миколи Тезякова;
- періоду після 1917 року зафіксували: групу звільнених політв'язнів біля воріт херсонської політичної тюрми, урочисту маніфестацію народу з нагоди повалення самодержавства (1917), переправу частин Червоної армії біля Каховки, командний склад штабу 16-ї кавалерійської дивізії Другої кінної армії (1920); вручення Михайлом Калініним прапора червоноармійцям після розгрому армії Врангеля (1920); групу іспанських дітей, вихованців дитячого будинку в Херсоні (1935).
- періоду німецько-радянської війни зображають переправу через Дніпро радянських військ в районі Херсонського консервного комбінату, учасників боїв за місто Херсон, радянських воєначальників, учасників підпільної і партизанської боротьби, уродженців Херсонщини Героїв Радянського Союзу; місця масових розстрілів радянських громадян, радянських патріотів, страчених у Херсоні; зруйновані промислові і житлові об'єкти; пам'ятники воїнам, загиблим при відвоюванні міст і сіл області.

Фотодокументи зафіксували основні події періоду відбудови і розвитку народного господарства: загальний вигляд Херсона після відвоювання у нацистів (1944), відновлення зруйнованих заводів і фабрик; будівництво Херсонського бавовняного комбінату, целюлозно-паперового комбінату, нафтопереробного заводу, Каховської ГЕС; флору і фауну заповідника «Асканія-Нова»; театралізоване свято з нагоди 200-річчя Херсона (1978), відкриття в Каховці Міжнародного фестивалю «Таврійські ігри» (1997—1999); зустріч письменника Олеся Гончара з колгоспниками Чаплинського району, проведення міжнародного літературно-мистецького Шевченківського свята «В сім'ї вольній, новій». Зберігаються фото діячів мистецтва — Панаса Саксаганського, Марії Заньковецької, Оксани Петрусенко, Амвросія Бучми, Юрія Шумського на сцені Херсонського театру, спортсменів Херсонщини Лариси Латиніної, Валерія Борзова, Сергія Пострєхіна, Сергія Чухрая.
Фоно- відеодокументи зберігають
- записи сесії обласної ради народних депутатів, пленумів обласного комітету Компартії України, Спілки воїнів-інтернаціоналістів, Партії демократичного відродження України, Соціалістичної партії України, Демократичної партії України, крайової організації Народного Руху України, регіонального відділу суспільно-політичного руху «Нова Україна», Комуністичної партії України, товариства «Меморіал»;
- записи мітингів, зборів, присвячених 50-річчю відвоювання Херсона у нацистських загарбників (1994), річниці Дня Незалежності України (1992), 500-річчю Українського козацтва на Херсонщині (1992), 50-річчю депортації кримських татар (1994);
- репортажі про хід земельної реформи і приватизації на Херсонщині, проведення обласної конференції асоціації фермерів і сільськогосподарських кооперативів, відкриття в Херсоні діагностичного центру (1991), проведення в Херсоні І Всеукраїнського огляду-конкурсу молодих піаністів імені Рахманінова;
- записи спогадів жителів Херсонщини про голодомор 1932—1933 років, життя під час нацистської окупації і примусове вивезення на роботу до Німеччини.

## Бібліотека
Архів має власну науково-довідкову бібліотеку, яка містить 8 751 книгу і брошуру від 1830 року; 711 річних комплектів журналів; 3 926 номерів журналів; 575 річних підшивок газет.
У фонді бібліотеки є повне зібрання законів Російської імперії, зібрання узаконень і розпоряджень Сенату, стенографічні звіти та доповіді Державної Думи, єпархіальні відомості, звіти Херсонського і Таврійського губернських земств, Херсонської та Дніпропетровської повітових земських управ, статистично-економічні огляди, сільськогосподарські хроніки, документи, оцінки земель повітів Херсонської губернії, друковані видання Херсонської міської думи.
Серед книг — довідкові видання (енциклопедії, словники, довідники, у тому числі з адміністративно-територіального поділу Херсонської губернії, округу, області), путівники по державних архівах, краєзнавча література.